# مجزرة سي زروق
| مجازر الجزائر في 1997                                               |          |              |
| مجازر قتل فيها أكثر من 50 مدني: راجع حرب العشرية السوداء في الجزائر |          |              |
| مجزرة ثاليت                                                         | 52 قتيل  | 4-3 أفريل    |
| مجزرة حوش خميستي                                                    | 93 قتيل  | 21 أفريل     |
| مجزرة ضاية لبقور                                                    | 50 قتيل  | 16 جوان      |
| مجزرة سي زروق                                                       | 58 قتيل  | 27 جويلية    |
| مجزرة أولاد الحد مزوارة                                             | 76 قتيل  | 3 أوت        |
| مجزرة صوحان                                                         | 65 قتيل  | 21-20 أوت    |
| مجزرة بني علي                                                       | 64 قتيل  | 26 أوت       |
| مجزرة الرايس                                                        | 800 قتيل | 29 أوت       |
| مجزرة بني مسوس                                                      | 87 قتيل  | 6-5 سبتمبر   |
| مجزرة قلب الكبير                                                    | 53 قتيل  | 19 سبتمبر    |
| مجزرة بن طلحة                                                       | 400 قتيل | 22 سبتمبر    |
| مجزرة سيدي العنتري                                                  | 117 قتيل | 24-23 ديسمبر |
| مجازر ولاية غيليزان                                                 | 412 قتيل | 30 ديسمبر    |
| 1996 -[عدل مصدر ] - 1998                                            |          |              |

وقعت رحى مجزرة سي زروق في مجاورة سي زروق جنوب مدينة الأربعاء في الجزائر في السابع والعشرين من يوليو عام 1997. وقد تم قتل حوالي 50 شخصًا.
وفي عام 1997، كانت الجزائر تعيش في ذروة صراع مدني وحشي بدأ بعد إلغاء الجيش لانتخابات عام 1992 التي فازت فيها الجبهة الإسلامية للإنقاذ (FIS). وقد كانت هناك مجموعتان إسلاميتان كبيرتان تحاربان ضد الحكومة بأسلوب حرب العصابات، هما الجماعة الإسلامية المسلحة (GIA) وجيش الجبهة الإسلامية للإنقاذ (AIS)، بالإضافة إلى العديد من المجموعات الصغيرة. وقد كانت مدينة الأربعاء مركزًا ضخمًا للجناح المسلح للجبهة الإسلامية للإنقاذ، وهو جيش الجبهة الإسلامية للإنقاذ (AIS)، والتي أعلنت الجماعة الإسلامية المسلحة الحرب عليها من قبل. فقد انشق مصطفى كرطالي، الذي كان قائدًا سابقًا في الجماعة الإسلامية المسلحة، عنها في عام 1995، وأصبح قائدًا لكتيبة الرحمن التابعة لجيش الجبهة الإسلامية للإنقاذ، في المنطقة.
وفي ظهيرة السابع والعشرين من يوليو عام 1997، انقطعت الكهرباء. وفي تلك الليلة، اجتاحت مجموعة من المقاتلين المسلحين بالأسلحة والسكاكين والسيوف (30 مقاتلاً وفقًا لجريدة ذا إكونوميست و100 مقاتل وفقًا لجريدة ليبرتي) المنطقة في المساء، وبدأت في اقتحام المنازل وقطع رقاب سكانها، حيث أعملوا القتل في الرجال والنساء والأطفال، كما قاموا بحرق بعض الضحايا أحياء. كما قاموا كذلك بتفجير منازلهم. وقد تم قتل حوالي 50 شخصًا (أغلب الصحف قالت إنهم كانوا 47 شخصًا، في حين أن جريدة لوماتان قالت إن العدد وصل إلى 58).
وقد قيل إن المجزرة قد جرت على يد الجماعة الإسلامية المسلحة. ووفقًا لروبرت مور من صحيفة ذا أوبسرفر كما نقله عنه أحمد بوزيد في زماج: «في بلدة الأربعاء، وقع الهجوم على مسافة 300 ياردة من ثكنات ضخمة للجيش.» وقد أكدت صحيفة ذا نيويورك تايمز الأمر قائلة «لقد تم قطع الكهرباء في البلدة قبل بدء الهجوم، وقد وقع الهجوم بالقرب من ثكنات للجيش» (في مقال روجير كوهين «على الرغم من الإفراج عن متشدد، لا هوادة في الصراع الجزائري»، ذا نيويورك تايمز، الثاني من أغسطس عام 1997، كما ورد عن ألجيريا ووتش).

## وصلات خارجية
- Economist
- Arabic News
- Arabic News
- Algeria watch